# Alpioniscus vardarensis
Alpioniscus vardarensis là một loài chân đều trong họ Trichoniscidae. Loài này được Buturovic miêu tả khoa học năm 1954.